# Cornichon

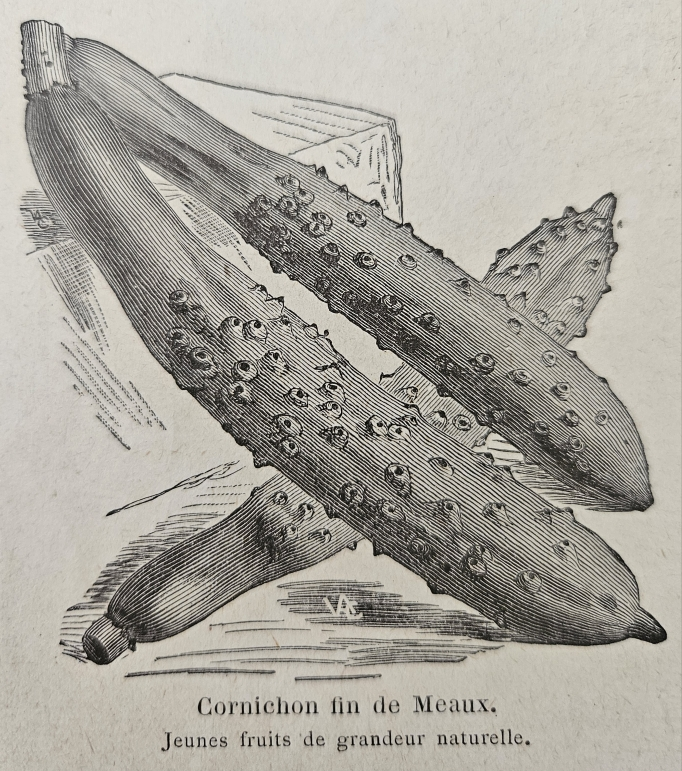
Cornichon fin de Meaux publié dans Les Plantes potagères Vilmorin 1925.

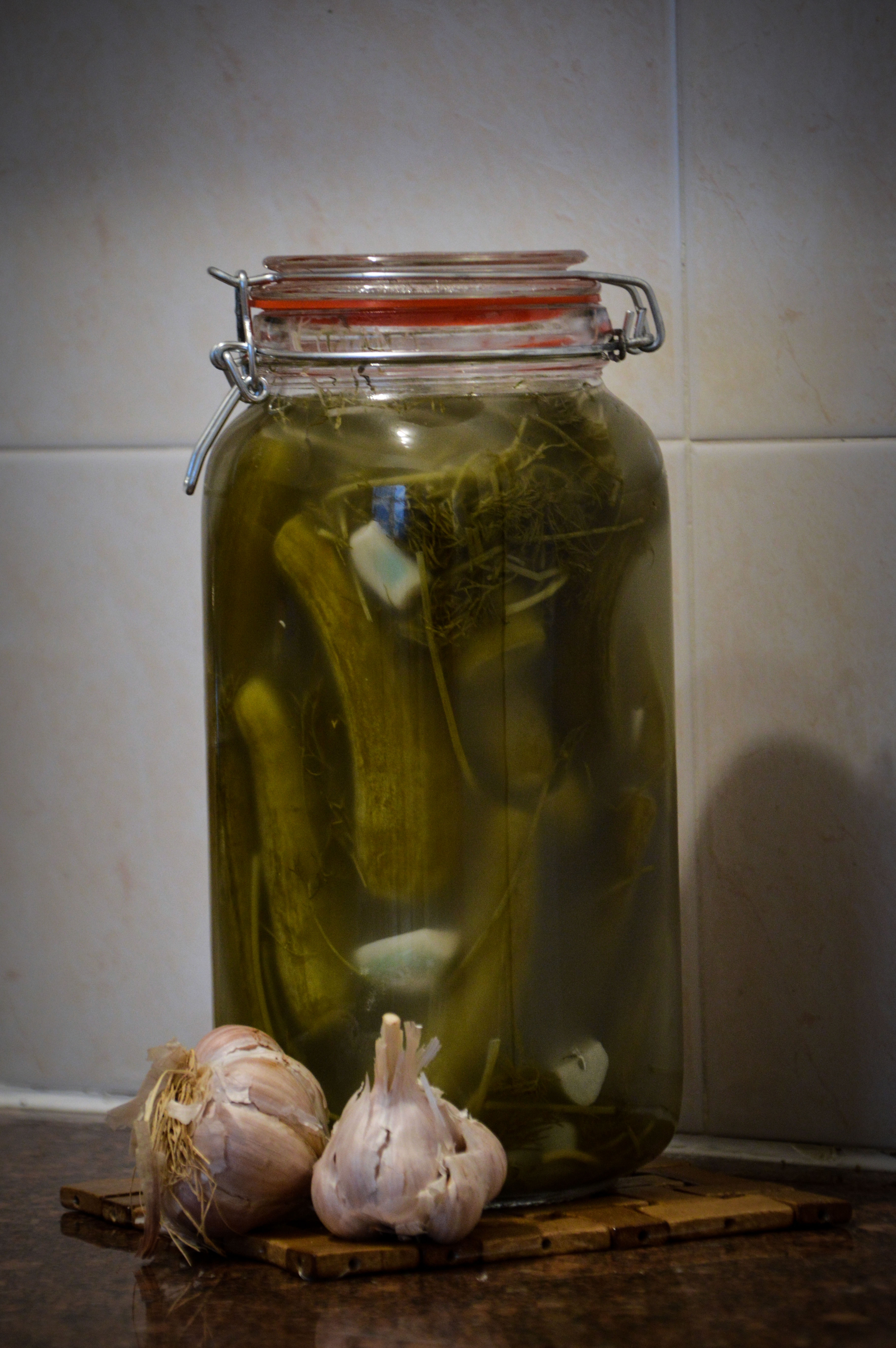
Bocal de cornichons au vinaigre.

Un cornichon est un concombre, généralement de petite taille, récolté jeune et immature et utilisé comme condiment après avoir été mariné dans une saumure, du vinaigre ou dans une autre solution. On laisse fermenter les cornichons pendant un certain temps, soit par immersion dans une solution acide, soit par acidification ou par lacto-fermentation.
Historiquement, le concombre était récolté à maturité, et les fruits difformes (comme une corne, d'où le nom de cornichon) étaient éliminés jeunes pour être confits. Des variétés ont ensuite été sélectionnées pour produire, d'une part des cornichons, d'autre part des concombres. Les sélections effectuées par l'homme ont accentué les caractères propres à chacun, pour obtenir des cultivars distincts.

## Variétés
Près de 160 variétés sont inscrites au Catalogue européen et près de 10 au Catalogue français.
Quelques variétés : Ceto, de Bourbonne, de Russie, Faster, Fin de Meaux, Parigyno, Silver, Vert petit de Paris...

## Culture
Le sol doit être profond, meuble et bien fertilisé, l'exposition bien ensoleillée.
Le semis se fait en serre ou en pleine terre (température supérieure à 16 °C) quand les gelées ne sont plus à craindre. Le semis se fait en poquet de deux à trois graines à 50 cm sur le rang et à 1 m entre les lignes, généralement palissées à l'aide de branchages. Seul le plant le plus vigoureux est conservé.
Sensible au froid, il est conseillé de mettre un voile de forçage en période froide au printemps.
Il est conseillé de pailler et d'irriguer sans mouiller les feuilles.

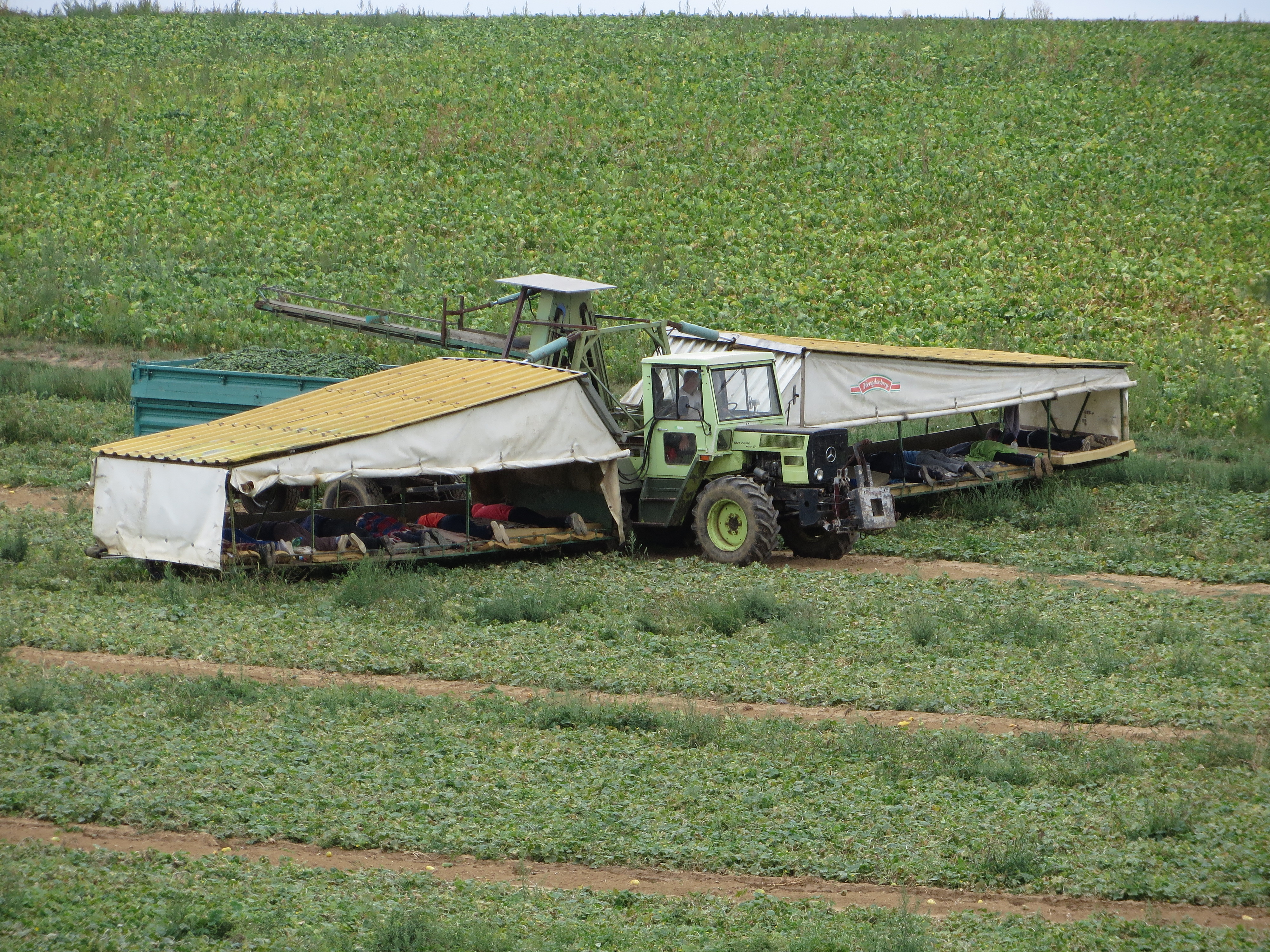
Récolte de cornichons ou concombres par des cueilleurs « volants » couchés sur une machine d'aide à la récolte ; d'autres systèmes d'aide comme le soulevage des plantes existent. Allemagne, 2018.

Il est inutile de tailler les cornichons et la récolte se fait au fur et à mesure.
Les principales maladies sont le mildiou et l'oïdium. Les limaces, les escargots, les mouches blanches, les araignées rouges, le puceron noir, peuvent faire des dégâts importants.
Dans les jardins, la cyclanthère peut avantageusement remplacer le cornichon concombre car elle est très productive et peu sensible aux maladies.

### Culture de plein champ

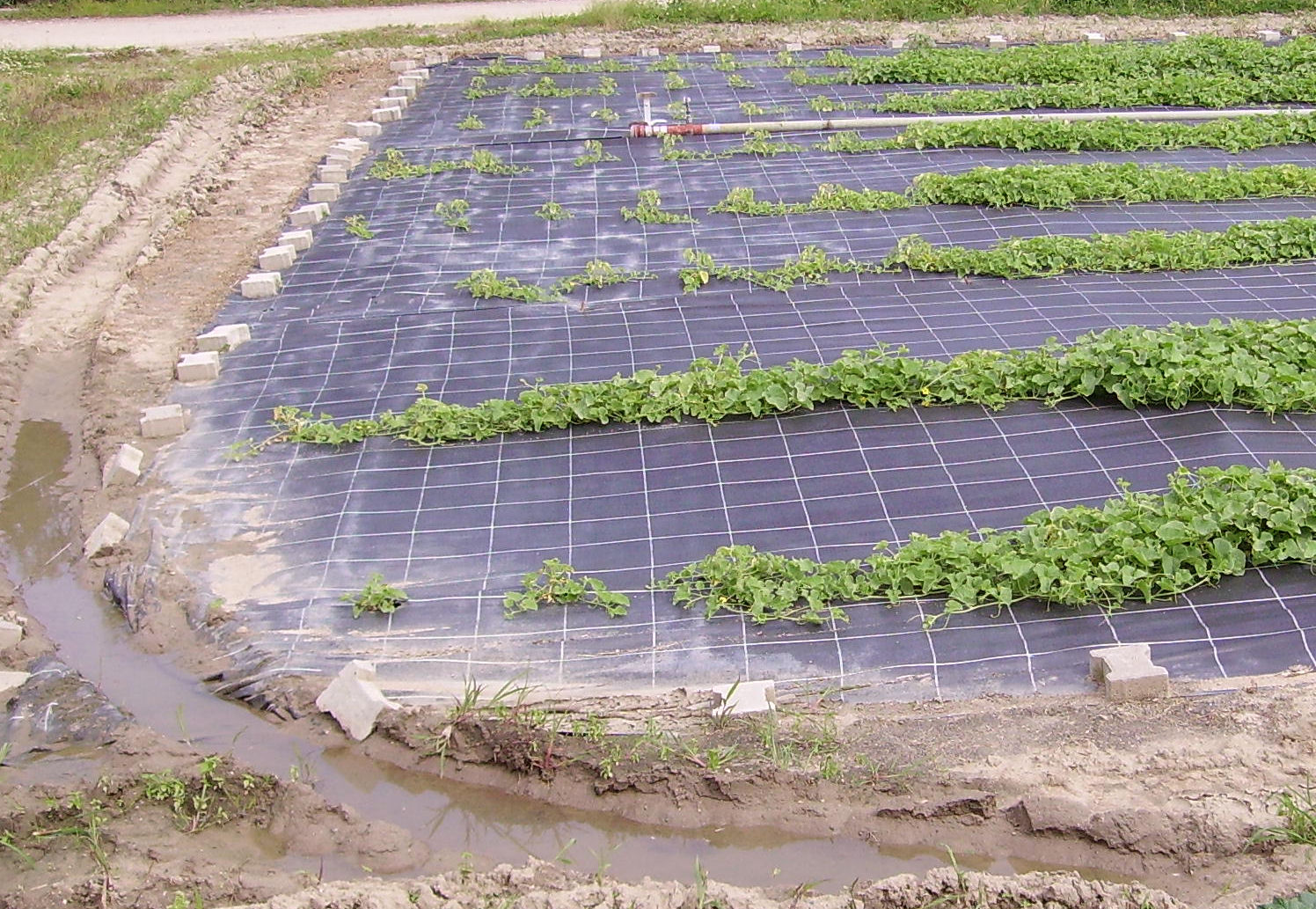
Culture de plein champ sous paillis plastique avec ligne principale d'irrigation visible, Allemagne, 2007.

La culture intensive du cornichon de plein champ est pratiquée en Europe. Elle présente des similarités avec celle des autres cucumis (melons, concombres). Le principal problème rencontré par les producteurs est de rassembler une main d'œuvre suffisante pour la récolte,.

## Production
| Chine        | 25 059 864 | 64 %  | 25 558 000 | 64 %  |
| Syrie        | 1 750 000  | 4 %   | 1 750 000  | 4 %   |
| Maroc        | 1 350 000  | 3 %   | 1 350 000  | 3 %   |
| Algérie      | 1 046 960  | 3 %   | 1 046 960  | 3 %   |
| Tunisie      | 697 000    | 2 %   | 715 000    | 2 %   |
| Inde         | 683 000    | 2 %   | 700 000    | 2 %   |
| Égypte       | 630 000    | 2 %   | 630 000    | 2 %   |
| Indonésie    | 514 210    | 1 %   | 514 210    | 1 %   |
| Ukraine      | 515 000    | 1 %   | 460 000    | 1 %   |
| Corée du Sud | 445 033    | 1 %   | 440 000    | 1 %   |
| Espagne      | 440 000    | 1 %   | 440 000    | 1 %   |
| Mexique      | 435 000    | 1 %   | 435 000    | 1 %   |
| Pays-Bas     | 430 000    | 1 %   | 429 000    | 1 %   |
| Autres pays  | 5 465 982  | 14 %  | 5 371 934  | 14 %  |
| Total        | 39 461 049 | 100 % | 39 840 104 | 100 % |

## Différents goûts, tailles et aspects
Les cornichons que l'on trouve couramment commercialisés en France aujourd’hui, généralement importés, principalement de Chine, du sud de l’Inde et du Viet Nam, sont petits, croquants. Ainsi les petits cornichons croquants peu ou pas sucrés et peu fermentés sont plutôt une spécialité française. Dans les autres cultures la distinction entre cornichons et concombres n'est pas évidente et on emploie plutôt une traduction de concombre : en anglais, cucumber, gherkin bien que ce mot désigne plutôt les petits concombres en anglais britannique, Gurke ou Kukumber en allemand, « ogouriéts » (огурец) en russe. Cependant lorsqu'il s'agit de petits cornichons préparés à la française on peut employer le mot français cornichon dans ces langues (корнишон en russe).

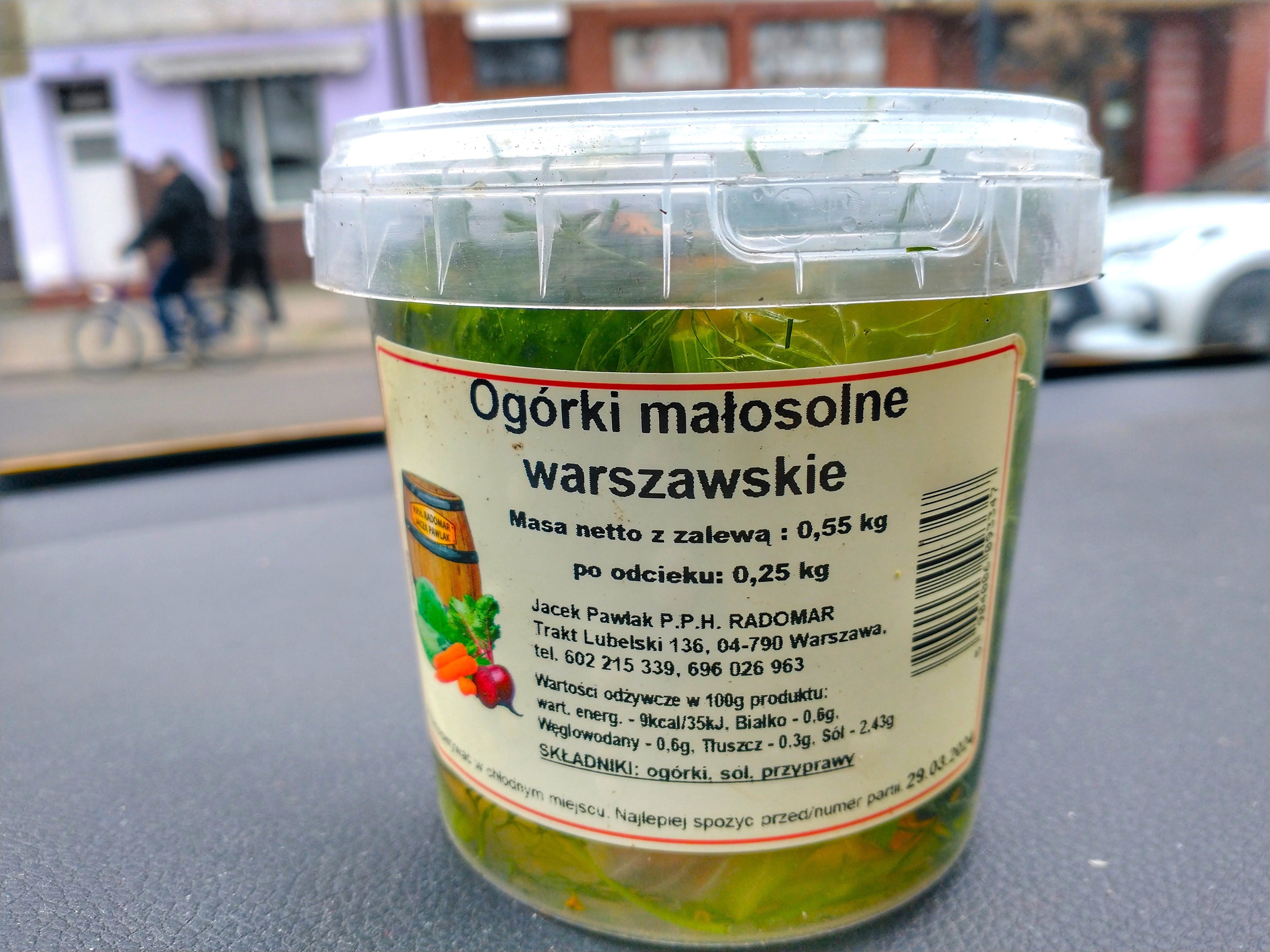
Cornichons malossol (en saumure légère avec épices et herbes) « de Varsovie » sur un marché en Pologne, 2024.

Ainsi les cornichons ont un goût, une taille et un aspect différents. En Europe centrale et orientale, les cornichons sont souvent plus gros et plus doux, tel le malossol, emblématique des cuisines slaves.
Il y a aussi des variétés sans boursouflures, que l'on trouve notamment en Angleterre et en Amérique du Nord.
À noter qu’en anglais américain , le cornichon est aussi nommé pickle, ce qui ne le distingue pas clairement des autres pickles.

### Cornichons au vinaigre
Les cornichons frottés sont conservés confits dans le vinaigre blanc et le sel, condimentés à l'estragon, l'échalote, l'ail et souvent en compagnie de petits oignons blancs,,. La macération dans un vinaigre versé bouillant dure 15 jours. Coupés en julienne ou en tranches, ils sont la finition indispensable de la sauce charcutière (qui se mange chaude), hachés dans la mayonnaise de la sauce tartare (avec œuf dur, câpres, échalote et persil) et de la sauce verte.
Les cornichons confits au vinaigre sont appréciés dans les sandwichs (notamment le jambon-beurre), et les cornichons doux (Dill Pickles) dans les hamburgers,.

## Lexicographie
Le mot « cornichon », à l'origine « petite corne », est également utilisé en langage familier pour désigner une personne niaise, stupide.
L’appellation « cornichon de mer » est parfois utilisée pour désigner la salicorne d'Europe, une plante d’aspect fort différent des cornichons, qui n’est pas botaniquement de la même famille, et qui ne doit ce surnom qu’à cause d’un usage culinaire similaire. Quand elle est jeune, sa tige peut être confite dans le vinaigre et servir de condiment, à la manière d’un cornichon.
Le terme « cornichon » était utilisé par Vauban pour désigner une fortification comportant deux bastions reliés par une courtine comme au château de Guillaumes.
Par ailleurs, le bâtiment du 30 St Mary Axe à Londres, en forme d'obus, est surnommé Gherkin qui signifie cornichon.
C’est aussi le surnom donné à tout élève de classe préparatoire à l’École spéciale militaire de Saint-Cyr, peut-être par analogie avec l'idée d'un entassement de ces élèves durant leurs études dans un « bocal » (surnom de l'école). La dite classe est appelée elle-même corniche.

## Cornichon dans la culture populaire
- Dans la série d'animation Rick et Morty, Rick décide de se transformer en cornichon dans l'épisode Rick-ornichon.
- Les Cornichons est une chanson de Nino Ferrer (1966), racontant un pique-nique dans la nature.
- Amora commercialise en 1987 le Tire-Croq[15], sur la base de l’invention de Nadia Lelandais, dispositif qui permet de prendre les cornichons dans un bocal, sans mettre les doigts dans le vinaigre.
- Aux États-Unis, le cornichon de Noël est une décoration en forme de cornichon, cachée dans un sapin de Noël.